# Mapa genético
O que é um mapa genético?
Um mapa genético, é uma ferramenta que busca apresentar as posições, ou endereço dos genes nos cromossomos, tal qual qualquer mapa comum faria, apresentando o endereço de um shopping na cidade, por exemplo.

Por que isso é tão importante?
- A posição do gene é uma informação crucial para construir genótipos complexos necessários para fins experimentais ou para aplicações comerciais.
- O conhecimento sobre a posição ocupada por um gene proporciona um modo para a descoberta da sua estrutura e função.
- Os genes presentes e seu arranjo nos cromossomos com frequência são discretamente diferentes em espécies correlatas, ao comparar essas diferenças, geneticistas podem deduzir os mecanismos genéticos evolutivos por meio dos quais esses genomas divergiram.

Dois mapas são melhores do que um?
Quando você quer ir a determinado lugar em uma cidade, é necessário um mapa mais amplo do local, porém outro mapa, menos amplo, com o nome das ruas, também se faz útil e os dois se complementam.
O arranjo dos genes nos cromossomos é representado diagramaticamente, como um mapa cromossômico unidimensional, que demonstra as posições dos genes, conhecidas como loci (no singular, locus), e as distâncias entre os loci com base em algum tipo de escala. 
Dois tipos básicos de mapas cromossômicos são utilizados atualmente em genética; eles são montados por meio de procedimentos consideravelmente diferentes, ainda que sejam utilizados de modo complementar. 
Os mapas baseados na recombinação, mapeiam os loci dos genes que foram identificados por meio de fenótipos mutantes que demonstram herança monogênica. 
Os mapas físicos demonstram os genes como segmentos arranjados ao longo da molécula de DNA que constitui um cromossomo. 
Esses mapas demonstram visões diferentes do genoma, mas, assim como os mapas, podem ser utilizados em conjunto para se descobrir a função de um gene no nível molecular e como essa função influencia o fenótipo.

Como é feito o mapeamento genético?
O mapeamento genético é um exame simples para o paciente, bastando apenas que ele forneça uma amostra de sangue ou saliva que contenha material genético. 
Por meio de técnicas de laboratório específicas e modernas, o DNA desta amostra é isolado e devidamente sequenciado.

Diferentes testes de sequenciamento (mapas genéticos)
- Testes DTC: estes testes avaliam diversos SNPs ou marcadores no nosso genoma e avaliam o risco e propensão para algumas condições.
- Array Genômica: avalia em todo o nosso genoma as variações de número de cópias
- Sequenciamento do exoma: analisa cada base das regiões codificadoras, ou seja, os éxons.
- Sequenciamento do genoma: faz a análise dos 3 bilhões de pares de bases que constituem o nosso genoma.

Importante ressaltar que na prática clínica cada uma dessas abordagens tem indicações próprias e que somente através de uma avaliação clínica por um médico pode ser indicado a melhor abordagem.

Mapeamento para diagnosticar doenças
Muitas doenças podem ser beneficiadas com o estudo do DNA, tanto na busca por um diagnóstico preciso como na construção de um tratamento mais assertivo.
- Doenças neurológicas, como Epilepsia, Autismo e o Alzheimer
- Doenças oncológicas, como câncer de mama, ovário, pulmão e pâncreas.
- Doenças cardiovasculares hereditárias, como cardiomiopatias
- Doenças raras, como Doença de Huntington, Síndrome de Angelman e Epilepsia de Difícil Controle

Diante do cenário de cada paciente, considerando sintomas, características e histórico familiar, o médico geneticista vai identificar as mutações patológicas que podem estar associadas àquele quadro clínico e solicitar o exame mais adequado para confirmação daquela hipótese. 
Cada cenário clínico poderá estar relacionado a um tipo de variante ou mutação genética. 
Dessa forma, o aconselhamento genético é de extrema importância para a escolha adequada do exame a ser realizado.